# Przygody pana Michała
Przygody pana Michała – polski serial telewizyjny zrealizowany w 1969 przez Pawła Komorowskiego. Serial był kręcony równolegle z wersją kinową Pana Wołodyjowskiego w reżyserii Jerzego Hoffmana. Autorem scenariuszy do obu filmów był Jerzy Lutowski (na podstawie trzeciej części Trylogii Henryka Sienkiewicza). Serial był jednak czarno-biały w przeciwieństwie do wersji kinowej.
W serialu Komorowskiego występowali w większości ci sami aktorzy, co w filmie Hoffmana, wykorzystano część strojów i rekwizytów, a nawet fragmenty wersji kinowej. Mimo to jego nazwisko nie pojawiło się w napisach końcowych. Hoffman zrzekł się reżyserowania serialu po intrygach na planie w związku z nastrojami wokół wydarzeń marcowych 1968.
Czołówce każdego odcinka towarzyszyła ballada W stepie szerokim (Pieśń o małym rycerzu) w wykonaniu  Leszka Herdegena.

## Fabuła
Aby ratować ojczyznę przed zakusami najeźdźcy, Michał Wołodyjowski porzuca klasztorny habit i staje do walki z wrogiem. Oprócz dramatycznych losów głównego bohatera, pojawił się też wątek komediowy dzięki postaci Onufrego Zagłoby, odzwierciedlającej wady ówczesnej polskiej szlachty.

## Obsada
- Tadeusz Łomnicki – płk Michał Wołodyjowski
- Magdalena Zawadzka – Barbara Jeziorkowska/Wołodyjowska  (odc. 2-5/6-13)
- Daniel Olbrychski – Azja Tuhajbejowicz (w odc. 6-7 jako Mellechowicz)
- Andrzej Łapicki – Hassling-Ketling of Elgin
- Mieczysław Pawlikowski – Jan Onufry Zagłoba
- Marek Perepeczko – Adam Nowowiejski
- Barbara Brylska – Krystyna Drohojowska/Ketling-Hassling (Krzysia; odc. 2-5/11-13)
- Irena Karel – Ewa Nowowiejska
- Władysław Hańcza – stary Nowowiejski
- Mariusz Dmochowski – hetman Jan Sobieski
- Barbara Krafftówna – stolnikowa Makowiecka
- Ludwik Benoit – Zydor Luśnia
- Bogusz Bilewski – pan Muszalski
- Tadeusz Schmidt – pan Snitko herbu Miesiąc Zatajony
- Leonard Andrzejewski – Halim
- Wojciech Zagórski – zbój
- Joanna Jędryka – Anusia Borzobohata-Krasieńska
- Bogumił Kobiela – mnich
- Andrzej Szalawski – generał Potocki
- Władysław Krasnowiecki – kardynał
- Czesław Wołłejko – biskup
- Aleksander Fogiel – szlachcic w karczmie
- Zygmunt Zintel – szlachcic w karczmie
- Józef Nowak – Bogusz, podstoli nowogrodzki
- Józef Pieracki – prymas
- Agnieszka Fitkau – dziewczyna zabawiająca się ze strażnikiem
- Cezary Julski – strażnik w więzieniu Potockiego
- Bogdan Łysakowski – podkomendny Luśni
- Włodzimierz Skoczylas – Juryca, człowiek Potockiego
- Kazimierz Talarczyk – szlachcic na przyjęciu
- Tadeusz Teodorczyk – szlachcic na przyjęciu
- Jan Zdrojewski – żołnierz Wołodyjowskiego
- Arkadiusz Bazak – żołnierz przybijający napis
- Zygmunt Malawski – szlachcic
- Jerzy Kozakiewicz – sługa Azji
- Ryszard Pietruski – karczmarz Perymowicz
- Wojciech Rajewski – medyk
- Antoni Lewek – szlachcic spod Kamieńca
- Tadeusz Somogi – szlachcic spod Kamieńca
- Andrzej Piątkowski – Turek walczący z Wołodyjowskim
- Eugeniusz Kamiński – członek rady wojennej w Kamieńcu
- Edward Kusztal – obrońca Kamieńca
- Eliasz Kuziemski – członek rady wojennej w Kamieńcu
- Bogusław Sochnacki – członek rady wojennej w Kamieńcu
- Jerzy Wasiuczyński – mieszkaniec Kamieńca
- Andrzej Balcerzak – ksiądz Kamiński

W epizodach: Piotr Augustyniak, Andrzej Błaszczyk, Bogdan Czechak, Henryk Dudziński, Krzysztof Fus, Bohdan Gonsior, Andrzej Jurczak, Tadeusz Kożusznik, Czesław Magnowski, Włodzimierz Mancewicz, Dobrosław Mater, Edward Miłosz, Stanisław Moskalewicz, Bolesław Orski, Czesław Piaskowski, Andrzej Przeździecki, Edward Radulski, Tadeusz Sabara, Jan Tesarz, Jerzy Trojan, Janina Utrata, Zbigniew Wojciechowski, Michał Żołnierkiewicz.
| Postać                | Film                 | Serial             |
| --------------------- | -------------------- | ------------------ |
| Ketling               | Jan Nowicki          | Andrzej Łapicki    |
| Luśnia                | Gustaw Lutkiewicz    | Ludwik Benoit      |
| stolnikowa Makowiecka | Hanka Bielicka       | Barbara Krafftówna |
| Mnich furtian         | Witold Skaruch       | Bogumił Kobiela    |
| generał Potocki       | Wiktor Grotowicz     | Andrzej Szalawski  |
| biskup Lanckoroński   | Andrzej Szczepkowski | Czesław Wołłejko   |

## Spis odcinków
1. Brat Jerzy. Rok 1668. Pułkownik Michał Wołodyjowski wiezie na ślub swą narzeczoną Anusię Borzobohatą-Krasieńską. W czasie drogi atakują ich zbóje i mimo skutecznej obrony pana Michała narzeczona umiera. Przytłoczony tym zdarzeniem pan Wołodyjowski wstępuje do klasztoru. Tymczasem w Warszawie rozpoczyna się elekcja, w której udział biorą też bliscy znajomi Wołodyjowskiego – Onufry Zagłoba i Ketling. Na wieść o nieszczęściu przyjaciela knują intrygę: Ketling będzie udawał umierającego, a Zagłoba pojedzie do klasztoru po brata Jerzego (klasztorne imię pana Michała), by mu o tym opowiedzieć. Intryga udaje się i pan Zagłoba przywozi ofiarę intrygi do domu Ketlinga, gdyż, według planu, jego ostatnią wolą jest rozmowa z małym rycerzem. Jednak na sam widok Wołodyjowskiego nie wytrzymuje i wstaje z łoża. Sytuację ratuje hetman Jan Sobieski, który zjawia się w dworku należącym do Ketlinga i dość karcąco uświadamia naszemu bohaterowi, że „bardziej Ojczyźnie jego szabla, niż jego modły potrzebne”. Po tej rozmowie Michał Wołodyjowski decyduje się porzucić klasztor i zostać jako świecki rycerz. Przebacza również przyjaciołom podstęp.
2. Hetmański ordonans. Hetman Sobieski wysyła Ketlinga do Kamieńca. Dowiaduje się też, że pan Potocki uwięził jego dragonów w lochach za złe zachowanie na jego ziemiach. Hetman zbulwersowany do granic wytrzymałości wysyła Wołodyjowskiego, by ich uwolnił. Pan Michał udaje się tam z nieodłącznym panem Zagłobą. Ku zdziwieniu i złości Michała strażnikiem więźniów okazuje się jego dawny żołnierz, którego otumania Zagłoba. Uwięzieni dragoni to również dawni żołnierze tytułowego bohatera serialu. Michał Wołodyjowski uwalnia dragonów. W drodze powrotnej spotykają na leśnej drodze siostrę pana Michała – stolnikową Makowiecką. Towarzyszą jej dwie sieroty, którymi się opiekuje, Barbara Jeziorkowska i Krystyna Drohojowska. Michał proponuje siostrze i pannom gościnę.
3. Zrękowiny pana Michała. Wołodyjowski i Zagłoba wyśmienicie bawią się w dworku Ketlinga. Okazuje się, że Baśka i Krzysia to dwie zupełnie odmienne charaktery: Krzysia jest spokojna i zamyślona, Barbary wszędzie jest pełno. Podczas gdy Michał Wołodyjowski uczy Basię fechtunku, Krzysia dzierga na drutach. Gdy Krystyna prowadzi czułą i poważną rozmowę z panem Michałem, Zagłoba błaga Barbarę, by zeszła ze stodoły, gdzie skryła się – obrażona. Do dworku przyjeżdża Adam Nowowiejski, podkomendny chorągwi hetmańskiej, przynosi wieść, że hetman Sobieski wzywa do siebie Wołodyjowskiego, któremu mówi, że ma udać się do stanicy na kresach Rzeczypospolitej. Przed wyjazdem żegna się ze wszystkimi. Przy pożegnaniu z Krzysią dochodzi do namiętności między nimi. Podczas pożegnalnego kuligu Michał Wołodyjowski i Krystyna Drohojowska wyznają sobie miłość. Chcą jednak na razie ten fakt utrzymać w tajemnicy.
4. Cztery serca. Michał Wołodyjowski wyjeżdża do stanicy. Za niego do dworku przyjeżdża Ketling. Przystojny Szkot robi na domownikach i gościach wielkie wrażenie, zwłaszcza na Krzysi. Ketling jest wobec niej wyjątkowo grzeczny i miły. Niebawem Krystyna zdaje sobie sprawę, że tak naprawdę, to kocha Ketlinga, a nie Wołodyjowskiego. Dodatkowo ciąży jej, że dała panu Wołodyjowskiemu słowo w tajemnicy. Nikt nie powiedział Ketlingowi, że Krystyna Drohojowska jest już zajęta. Wkrótce całe towarzystwo z dworku rusza do Warszawy na elekcję. W czasie zwiedzania Zamku Królewskiego, udostępnionego ze względu na brak lokatora zwiedzającym, Hassling-Ketling of Elgin prosi towarzyszącego im oczywiście Zagłobę o chwilę odosobnienia, prowadzi Krzysię do królewskiej kaplicy, gdzie wyznaje jej miłość. Krzysia odrzuca zaręczyny i postanawia wstąpić do klasztoru.
5. Mąż Basi. Ketling wyjeżdża ze swego domu do Szkocji. Zagłoba podczas swych wędrówek w towarzystwie Basi spotyka Wołodyjowskiego, który wraca do domu Ketlinga, w którym czeka go niewesoła wiadomość: Krzysia na sto procent chce wstąpić do klasztoru. W czasie rozmowy z małym rycerzem przeprasza go za tę decyzję, ale twierdzi, że nie może być inaczej. Pan Michał jest załamany. Baśka wreszcie w złości wyjawia mu powody odejścia jej przyrodniej siostry do klasztoru. Michał Wołodyjowski jedzie się zemścić, i już byłby to uczynił, ale... wraca z całym Ketlingiem i zezwala mu na ślub z Krzysią. Zakochani ofertę przyjmują. Michał Wołodyjowski kończy modlitwę, gdy spotyka Barbarę zapłakaną. Gdy pyta, co się stało, ta wyznaje mu miłość. Michał Wołodyjowski oświadczyny przyjmuje. Odcinek kończy rubaszny śmiech pana Zagłoby.
6. Komendant stanicy. Rok 1671. Nieudolne rządy Michała Korybuta Wiśniowieckiego grożą krótkotrwałemu pokojowi, pilną czyniąc potrzebę wzmocnienia obrony tureckiej granicy. Wobec tego, komendant stanicy Chreptiów, Jerzy Michał Wołodyjowski oczekuje na przyjazd żony Barbary z przyjacielem Onufrym Zagłobą. Jednak, w czasie drogi, orszak wiozący przyjaciół pana Michała i żonę napada orszak tatarski. Z trudem udaje się obronić przed nim Polaków, a Barbara Wołodyjowska wpada do wielkiego dołu, z którego wyciąga ją przystojny polski Tatar Mellechowicz. Orszak dociera do Chreptiowa.
7. Tajemnica Azji. Pan Michał kocha swą żonę do szaleństwa, a ona odwzajemnia to uczucie. Do Chreptiowa przyjeżdża pan Nowowiejski z synem Adamem i córką Ewą. Cały Chreptiów jest nimi zachwycony. W czasie uczty stary Nowowiejski rozpoznaje w Mellechowiczu swego dawnego wychowanka, Azję. Ów Azja ma być synem słynnego tatarskiego wodza, Tuhaj-beja, czego symbolem mają być 4 ryby wytatuowane na jego piersiach. Nowowiejski podobno miał wychowywać go jak własnego syna, a kiedy Tatar zaczął zalecać się do jego córki Ewy, uczynił zeń niewolnika. Mellechowicz początkowo do niczego się nie przyznaje, lecz potem z dumą pokazuje 4 ryby na piersiach.
8. Azja, syn Tuhaj-Beja. Hetman Sobieski pragnąłby za pomocą Azji przeciągnąć na swoją stronę oddziały Tatarów, które się buntują. Azja jednak stawia takie warunki, których hetman nie może przyjąć. Tymczasem Ewa Nowowiejska wyznaje Basi, że kocha Azję. Basia obiecuje pomóc jej w tej sprawie. Jednak jej rozmowa z Tatarem do niczego nie prowadzi, przeciwnie – pogarsza sytuację. Nowowiejski planuje opuścić Chreptiów z córką. Basia też chce jechać. Po długich prośbach Wołodyjowski zgadza się.
9. Porwanie. Nowowiejscy i Basia wyjeżdżają z orszakiem do Raszkowa. Pewnej nocy Azja z Basią oddalają się. Azja usiłuje porwać Basię, jednak ta pistoletem uderza Tatara w twarz i wybija mu oko. Syn groźnego tatarskiego wodza, który niegdyś siał strach w całej Rzeczypospolitej i okolicach mści się krwawo: zabija starego Nowowiejskiego, pali Raszków, a Ewkę oddaje Tatarom. Basia resztkami sił dociera do domu.
10. Smak zemsty. Baśka będzie żyć, ale jest jeszcze słaba i nieprzytomna. Z trudem uratował ją lekarz sprowadzony przez pana Zagłobę. Powoli wraca jednak do siebie pod okiem czujnego męża. Adam Nowowiejski prosi Wołodyjowskiego o oddział wypróbowanych żołnierzy. Ten zgadza się i daje mu parudziesięciu ludzi z Zydorem Luśnią, dziwnym, starym i dobrym żołnierzem na czele. Po wielotygodniowych tropieniach udaje się odnaleźć obozowisko Tatarów. Tatarzy zostają wybici. Następnie żołnierze Nowowiejskiego porywają Azję i wciągają go na pal. Zanim umrze, wybijają mu drugie oko i podpalają mu ręce. Azja ginie w mękach.
11. Bułat i szabla. Rok 1672. Trwa już oficjalna wojna z Turkami. Nowy rozkaz hetmana Sobieskiego każe ruszyć do Kamieńca. Michał Wołodyjowski jedzie tam razem z Baśką i z panem Zagłobą. Po drodze spotykają również Hasslinga i Krzysię Ketlingów of Elgin, którzy również tam się udają. Twierdza, gdy tam już są, jest gotowa do obrony.
12. Dymy nad twierdzą. Trwa narada w sprawie twierdzy kamienieckiej. Wbrew protestom magnata Potockiego i arcybiskupa, twierdza będzie się bronić. Arcybiskup jednak nie wierzy w możliwość utrzymania zamku. Rozpoczyna on potajemne pertraktacje z Turkami. Michał Wołodyjowski i Ketling, mimo sprzeciwów pana Zagłoby, składają ślubowanie, że nigdy się nie poddadzą.
13. Hektor Kamieniecki. Trwa oblężenie twierdzy. Żadna ze stron nie zamierza ustąpić; giną kolejni obrońcy. W końcu ataki wroga zostają odparte. Pan Potocki wraz arcybiskupem decydują się jednak oddać zamek Turkom. Wojsko opuszcza zamek, a z nimi Zagłoba z Baśką. Michał Wołodyjowski i Ketling, wierni ślubowaniu, wysadzają się wraz z twierdzą. Tak ginie pułkownik Wołodyjowski, pierwsza szabla Rzeczypospolitej. Nad trumną żegnają Wołodyjowskiego m.in. Onufry Zagłoba, Barbara Wołodyjowska – która mdleje, Krystyna Ketling-Hassling, hetman Jan Sobieski. Rok później, pod Chocimiem, armia polska gromi turecką.

## Lokacje
- Inowłódz, Sulejów[3].